# Santorcaz
Santorcaz è un comune spagnolo di 800 abitanti situato nella comunità autonoma di Madrid.